# Perú en los Juegos Panamericanos Juveniles de 2021
Perú fue uno de los 41 países que participó en los Juegos Panamericanos Juveniles de 2021 en la ciudad de Cali, Colombia.

## Medallero
- Actualizado al 2 de diciembre de 2021.[1]

Los siguientes competidores peruanos ganaron medallas en los juegos. 
| Deporte            |   |   |   | Total |
| Atletismo          | 1 | 0 | 1 | 2     |
| Badminton          | 0 | 0 | 1 | 1     |
| Bolos              | 0 | 0 | 1 | 1     |
| Gimnasia artística | 0 | 3 | 0 | 3     |
| Halterofilia       | 0 | 0 | 1 | 1     |
| Judo               | 0 | 2 | 3 | 5     |
| Lucha              | 0 | 1 | 1 | 2     |
| Remo               | 0 | 0 | 0 | 1     |
| Skateboarding      | 0 | 1 | 0 | 1     |
| Taekwondo          | 0 | 1 | 0 | 1     |
| Total              | 1 | 8 | 9 | 18    |

### Atletismo
- Sofía Isabel Mamani - 10,000m planos - Femenina
- José Luis Chaupin - 5,000m planos - Masculina

### Bádminton
- Inés Castillo - Individual - Femenina

### Bolos
- Frank de la Sotta - Individual - Masculina

### Gimnasia artística
- Edward Alarcón - Caballo con arzones - Masculina
- Edward Alarcón - Anillas - Masculina
- Edward Gonzales - Salto - Masculina

### Halterofilia
- Santiago Villegas - 73kg - Masculina

### Judo
- Kiara Arango - -57kg - Femenina
- Yumiko Tanabe - -78kg - Femenina
- Arnold Prado - -60kg - Masculina
- Javier Saavedra - -81kg - Masculina
- Noemí Huayhuameza - -52kg - Femenina

### Lucha
- Ryan Cubas Castillo - Greco 77kg - Masculina
- Gloria Asca - Estilo libre 50kg - Femenina

### Remo
- M2x - Masculina

### Skateboarding
- Angelo Caro - Street - Masculina

### Taekwondo
- Eliana Vásquez - 57-67kg - Femenina